# Mesembrius regulus
Mesembrius regulus är en tvåvingeart som först beskrevs av Hull 1937.  Mesembrius regulus ingår i släktet Mesembrius och familjen blomflugor. Inga underarter finns listade i Catalogue of Life.